# Anne Shirley (Romanfigur)
Anne Shirley (später: Blythe)  ist eine fiktive Figur aus dem Roman Anne auf Green Gabels der kanadischen Autorin Lucy Maud Montgomery, der im Jahr 1908 erstmals erschienen ist. Die Autorin gab an, dass sie die Idee für die Geschichte durch Verwandte bekam, die einen Jungen adoptieren wollten, jedoch ein Mädchen erhalten haben.

## Beschreibung
Beschreibung von Anne als Matthew zum ersten Mal auf sie trifft:
„Es war etwa elf Jahre alt und trug ein sehr kurzes, sehr hässliches Kleid aus gelbgrauem Flanell und dazu einen verblichenen braunen Matrosenhut, unter dem zwei dicke rote Zöpfe herausschauten. Das schmale, blasse Gesicht dieses Mädchens, vor dem Matthew Cuthbert eine solche Heidenangst hatte, war mit Sommersprossen geradezu übersät. Dass die großen graugrünen Augen vor Munterkeit und Lebenslust nur so sprühten und dass der Mund weiche, ausdrucksvolle Lippen besaß, entging Matthew zunächst.“

Ein besonderes Merkmal von Anne sind ihre roten Zöpfe sowie ihre Sommersprossen. Außerdem hatte sie bei ihrer Ankunft in Avonlea nur schlechte Kleidung, da ihr im Waisenhaus keine bessere zustand.
Anne wird als phantasiereiches und träumerisches Kind dargestellt, das sich gerne vorstellt, jemand anderes zu sein, deren Leben unbeschwerter ist als ihres. So bittet sie beispielsweise Marilla, sie „Cordelia“ oder „Geraldine“ zu nennen.

## Biographie
Anne kam in armen Verhältnissen als Tochter von Walter und Bertha Shirley in Nova Scotia zur Welt. Ihr Geburtsjahr ist nicht konkret überliefert, wird aber auf 1865 geschätzt. Als sie drei Monate alt war, verstarben ihre Eltern an Gelbfieber. Da sie keine anderen Verwandten hatte, nahm Mrs. Thomas, eine Bekannte der Shirleys, sie auf, bis sie acht Jahre alt war. Nachdem Mrs. Thomas’ Mann verunglückt war, kam Anne zur Hammond-Familie, wo sie wie eine Sklavin behandelt wurde. Nach zwei Jahren und dem Tod von Mr. Hammond konnte sich seine Frau Anne nicht mehr leisten, weshalb sie Anne in das Waisenhaus in Hopetown schickte.

### Ankunft in Green Gables, Avonlea
Mit elf Jahren wird sie aufgrund eines Missverständnisses in die Nachbarprovinz Prince Edward Island geschickt. Denn die beiden ledigen Geschwister Matthew und Marilla Cuthbert wollten eigentlich einen Jungen adoptieren, der ihnen auf ihrer Farm helfen sollte. Nichtsdestotrotz ist Matthew ziemlich schnell von Annes Lebensfreude und ihrer großen Vorstellungskraft fasziniert, weshalb er von Anfang an dafür ist, sie auf Green Gables aufzunehmen. Marilla hingegen will Anne wieder in das Waisenhaus zurückschicken, wird dann jedoch von Annes quirliger Art umgestimmt. Außerdem wäre Anne ansonsten zu einer Frau gekommen, bei der sie erneut nur als billige Arbeitskraft hätte herhalten müssen, was sie Anne unter keinen Umständen zumuten will. So adoptieren die beiden Geschwister Anne, die sich nun manchmal Anne Shirley Cuthbert nennt.
Zu den ersten Bewohnern von Avonlea, die Anne kennenlernt, gehört Mrs. Rachel Lynde, die immer den neusten Klatsch über alles und jeden weiß.
Kurz darauf lernt Anne auch Diana Barry kennen, ein Mädchen in ihrem Alter, das sehr schnell ihre Busenfreundin wird. Als Anne Himbeersaft mit einem Likör verwechselt und somit dafür sorgt, dass Diana betrunken wird, wird den beiden die Freundschaft von Mrs. Barry verboten. Ziemlich schnell erkennt diese aber, dass Anne ein guter Umgang für ihre Tochter ist, zumal sie Dianas kleiner Schwester hilft, die an Krupp erkrankt ist, als ihr sonst niemand helfen kann.
Ein weiterer wichtiger Bekannter ist der drei Jahre ältere Gilbert Blythe, der in der Schule jedoch im selben Jahrgang wie Anne ist, da er seine schulische Ausbildung unterbrochen hat, nachdem sein Vater schwer erkrankt war. Nachdem Gilbert sie bei ihrer ersten Begegnung in Annes Augen beleidigt, sieht sie in ihm einen Rivalen. Vor allem in der Schule möchte sie ständig besser sein als er. Gilbert zeigt von Anfang an mehrmals seine Zuneigung gegenüber Anne, doch sie lässt ihn immer wieder abblitzen. Auch als Gilbert ihr die Freundschaft anbietet, lehnt sie diese ab, was sie jedoch in der Zukunft bereut.

### Zeit als Lehrerin in Avonlea
Sobald Anne die Schule in Avonlea absolviert hat, beginnt sie ihr Studium an der Queen`s Academy in Charlottetown, um Lehrerin zu werden. Doch auch während ihres Studiums bleibt sie mit Gilbert verfeindet, der ebenfalls dort studiert. Für ihre guten Leistungen erhält sie ein Stipendium für das Redmond College, das sie jedoch aufgrund von Matthews Tod und Marillas zunehmender Sehschwäche vorerst ablehnen muss, da sie sie nun auf Green Gables unterstützen muss. Als Gilbert die Stelle als Lehrer in Avonlea angeboten wird, lehnt er sie ab und bietet sie Anne an, und nimmt stattdessen eine Stelle an der Schule des Nachbardorfs an. Aus Dankbarkeit für seinen Verzicht legt sie die Streitigkeiten zwischen ihnen beiseite, um die langjährige Rivalität zwischen ihnen zu beenden, wodurch sie letztendlich doch noch Freunde werden.
Nach dem Tod zweier Verwandten Marillas nimmt diese deren Zwillinge Dora und Davy Keith bei sich auf. Da Anne nun mit Marilla für die Erziehung der beiden Sechsjährigen verantwortlich ist, verzögert sich ihr weiteres Studium noch mehr. Ein Jahr später stirbt in Avonlea Mr. Thomas Lynde, weshalb seine Frau Rachel bei Marilla auf Green Gables einzieht, so dass Anne nun ihr Studium am Redmond College beginnen kann. Noch mehr freut sie sich über die Tatsache, dass Gilbert ein Jahr nach ihr auch ans Redmond College kommt. Nach der Hochzeit einer von Annes Freundinnen kommt ihr zum ersten Mal der Gedanke, dass Gilbert für sie tiefere Gefühle haben könnte.

### Redmond College
Während Anne am Redmond College studiert, besucht sie auch den Ort, an dem sie geboren wurde, um mehr über ihre Eltern herauszufinden. Zudem schreibt sie zwei Bücher, von denen eins von Diana überarbeitet und veröffentlicht wird. Um mehr Inspiration zu erlangen, verbringt sie ihre Zeit alleine auf Victoria Island.
Als Gilbert, der Anne schon lange liebt, ihr einen Antrag macht, lehnt sie diesen ab, da sie ihre Gefühle für Gilbert nicht als Liebe bezeichnet. Enttäuscht und gekränkt distanziert sich Gilbert daraufhin von ihr. Auch den späteren Antrag von Sam Tolliver lehnt sie ab. Später lernt Anne Roy Gardner kennen, der sie umwirbt und eigentlich genau ihren Vorstellungen von ihrem Traummann entspricht. Nach eineinhalb Jahren macht auch dieser ihr einen Antrag. Doch anstatt ihn anzunehmen, beendet sie die Beziehung, da sie erkennt, dass sie ihn nicht wirklich liebt und er nicht in ihr Leben gehört. Nachdem Anne ihr Studium mit 22 Jahren beendet hat, kehrt sie nach Avonlea zurück und erkennt, wie viel Zeit vergangen ist. Denn ihre alte Schulfreundin Jane heiratet einen Millionär und ihre Busenfreundin Diana Barry (jetzt Diana Wright) bringt ihr erstes Kind zur Welt. Weiterhin glaubt Anne, dass sie nicht in Gilbert verliebt ist. Sie ist jedoch enttäuscht, dass sie nicht mehr miteinander befreundet sind, und verwirrt über ihre Reaktion auf die Gerüchte, dass er in Christine Stuart, eine Studentin am Redmond College, verliebt sei.

### Verlobung mit Gilbert
Als Anne erfährt, dass Gilbert an der lebensgefährlichen Krankheit Typhus leidet, bleibt sie die ganze Nacht in ihrem Zimmer wach, und erkennt an der Angst ihn zu verlieren, dass sie ihn liebt. Ermutigt durch einen Brief von Annes Freundin Philippa Blake an Gilbert, in dem steht, dass er es erneut „versuchen“ solle, macht Gilbert Anne nach seiner vollständigen Genesung einen weiteren Antrag, den diese dann auch annimmt. Es wird erklärt, dass Christine bereits lange Zeit mit einem anderen Mann verlobt ist und Gilbert nur ein freundschaftliches Verhältnis zu ihr pflegte, da er von ihrem Bruder gebeten wurde, auf sie Acht zu geben.
Die beiden sind drei Jahre lang verlobt. Der Verlobungsring enthält anstelle eines Diamanten Perlen, da Anne sagt, dass Diamanten sie betrüben, da deren Farbe kein reizendes lila ist, wie sie es sich erträumt hatte. Anne arbeitet weiterhin als Lehrerin, jetzt in der zweitgrößten Stadt der Insel, Summerside, wo sie später sogar zur Rektorin aufsteigt. Währenddessen beendet Gilbert sein dreijähriges Medizinstudium.

### Eheleben und Mutterschaft
Nachdem die beiden geheiratet haben, übernimmt Gilbert die Praxis seines Onkels in einer Stadt in der Nähe von Glen St. Mary. Anne beginnt, ihre Nachbarin Leslie Moore zu unterstützen, die emotional sehr angeschlagen ist, seitdem ihr Mann einen Unfall hatte und bleibende Hirnschäden hat.
Nach dem Tod ihrer ersten Tochter Joyce Blythe noch am Tag der Geburt ist Anne sehr traurig und findet bei ihrer Nachbarin Trost. Ihre weiteren Kinder sind James Matthew („Jem“), Walter Cuthbert, die Zwillinge Diana („Di“) und Anne („Nan“), Shirley (der jüngste Sohn) und Bertha Marilla („Rilla“). Sowohl nach der Geburt von Shirley als auch von Bertha war Anne krank, erholte sich jedoch jedes Mal wieder. Nach Shirleys Geburt kümmert sich die Magd der Blythes in erster Linie um ihn, bis Anne wieder gesund ist. Gilbert und Anne unternehmen sogar eine Reise nach Europa um das Jahr 1906.
Als der Erste Weltkrieg beginnt, ziehen höchstwahrscheinlich alle ihre Söhne sowie zwei ihrer Schwiegersöhne in spe in die Schlacht. Walter fällt 1916 in Frankreich. Nach Ende des Krieges wird James als vermisst gemeldet, kann aber nach fünf Monaten aus einem Kriegsgefangenenlager fliehen.

### Anne als Großmutter
Als der Zweite Weltkrieg ausbricht, hat Anne mindestens sechs Enkelkinder – Jems Söhne Jem Jr und Walter Jr, Rillas Sohn Gilbert Ford und ihre Tochter Rilla Ford, Nans Tochter Di Meredith und eine Enkelin namens Anne Blythe, die entweder Jems oder Shirleys Kind ist. Die ersten drei Enkel sind alt genug, in den Krieg zu ziehen, und teils auch in Uniform. Anne und Gilbert waren über 50 Jahre verheiratet.

## Bücher
| # | Originaltitel          | Deutscher Titel                                                               | Veröffentlichung | Anne Shirleys Alter | Jahre, in denen die Handlung spielt |
| - | ---------------------- | ----------------------------------------------------------------------------- | ---------------- | ------------------- | ----------------------------------- |
| 1 | Anne of Green Gables   | Anne auf Green Gables                                                         | 1908             | 11–16               | Juni 1877 – Sommer 1882             |
| 2 | Anne of Avonlea        | Anne in Avonlea                                                               | 1909             | 16–18               | August 1882 – August 1884           |
| 3 | Anne of the Island     | Anne in Kingsport                                                             | 1915             | 18–22               | September 1884 – Sommer 1888        |
| 4 | Anne of Windy Poplars  | Anne in Windy Willows                                                         | 1936             | 22–25               | September 1888 – Sommer 1891        |
| 5 | Anne`s House of Dreams | Anne in Four Winds                                                            | 1917             | 25–27               | September 1891 – Herbst 1893        |
| 6 | Anne of Ingleside      | Anne in Ingleside                                                             | 1939             | 33–39               | Frühling 1899 – September 1905      |
| 7 | Rainbow Valley         | Anne im Rainbow Valley                                                        | 1919             | 40–41               | Mai 1906 – September 1907           |
| 8 | Rilla of Ingleside     | Anne und Rilla – Zum ersten Mal verliebt / Anne und Rilla – Der Weg ins Glück | 1920             | 48–53               | Juni 1914 – Frühling 1919           |

## Adaptionen

### Verfilmung
- 1919: Anne of Green Gables (1919)
- 1934: Anne of Green Gables (1934) – die Hauptdarstellerin dieses Filmes, Dawn Paris, wählte Anne Shirley als Künstlernamen für ihre nachfolgende Karriere
- 1979: Anne mit den roten Haaren (Anime-Serie)
- 1985: Anne auf Green Gables (Realfernsehserie)
- 2005: Anne auf Green Gables – Reise in ein großes Abenteuer (Zeichentrickfilm)
- 2016: Anne auf Green Gables (kanadischer Fernsehfilm)[5]
- 2017: Anne with an E (Netflix Original Serie)[6]
- 2025: Anne Shirley (2025 TV series)[7]

### Comics
In den Jahren 1997–1998 erschien die Comicserie Akage no Anne (赤毛のアン) von Yumiko Igarashi, die aus fünf Büchern besteht.

### Hörspiele
Zum 100-jährigen Jubiläum der Erstveröffentlichung des ersten Bandes wurde von dem Hörspiellabel Titania Medien die Hörspielserie Anne auf Green Gables produziert. Es wurden die ersten fünf Bände in je vier Hörspielen vertont, sodass es insgesamt 20 Hörspiele gibt. Im Jahr 2010 wurde die Produktion jedoch eingestellt, weshalb die Serie auch mit Folge 20 endet. Jedoch war die Hörspielreihe recht erfolgreich und erhielt mehrere Auszeichnungen. Die Synchronsprecher Marie Bierstedt, Lutz Mackensy, Dagmar von Kurmin, Simon Jäger, Jochen Schröder und Regina Lemnitz sind unter anderem Teil der Serie.

### Musical
Seit 1965 wird jedes Jahr Anne of Green Gables: The Musical aufgeführt, das ebenfalls die Geschichte von Lucy Maud Montgomery erzählt. 2014 wurde das Musical sogar ins Guinness-Buch der Rekorde als die am längsten laufende Musical-Theater-Produktion aufgenommen.

## Externe Quellen
- Anne auf Green Gables (Anne of Green Gables), 1908, ISBN 978-3-7306-0402-1.
- Anne in Avonlea (Anne of Avonlea), 1909, ISBN 978-3-7855-2138-0.
- Anne in Kingsport (Anne of the Island), 1915, ISBN 978-3-7855-2210-3.
- Anne in Windy Willows (Anne of Windy Poplars), 1936, ISBN 978-3-7855-2270-7.
- Anne in Four Winds (Anne`s House of Dreams), 1917, ISBN 978-3-7855-2340-7.
- Anne in Ingleside (Anne of Ingleside), 1939, ISBN 978-3-7855-2382-7.
- Anne im Rainbow Valley (Rainbow Valley), 1919, ISBN 978-3-940597-54-0.
- Anne und Rilla – Zum ersten Mal verliebt/Anne und Rilla – Der Weg ins Glück (Rilla of Ingleside), 1920, ISBN 978-3-7855-2764-1 / ISBN 978-3-7855-2918-8.